# Notation
Notation är skriftliga symboler avsedda att systematisera och förenkla framställningen av en viss företeelse eller sammanhang – helst i form av en gemensamt överenskommen standard eller norm. Utan sådana regler eller konventioner skulle modern naturvetenskap, musik och många andra mänskliga aktiviteter knappast existera.
Notation refererar alltså till en specifik kontext, där den vanligen uttrycks med typografiska symboler och skrivtecken. Med notation avses även hela notationssystem av teckensymboler med specifik syntax och semantik.

## Exempel på olika typer av notation
- Blindskrift
- Dansnoter
- Notskrift
- SI
- Formel
- Kemisk reaktionsformel
- Formell grammatik
- De Morgans lagar
- Transitiv relation
- Reflexiv relation
- Algebraisk notation, schack
- Ekvation
- Tensor
- International Phonetic Association
- Omvänd polsk notation, RPN
- BNF-notation
- Ordo
- Postfix
- Prefixnotation
- Sannolikhetsfunktion
- Stenografi
- Forth
- Lisp
- Morlets wavelet
- Factor
- Unär operator
- Binär operator
- Komplexkonjugat
- Tracker

## Några ord om tecken
"Bokstäfr äre teckn, som mäd mångeledes hijt och dijt dragne streck, prickar ok linier liksom afcopiera tanckan ok dess tolk, språket." 
Samuel Columbus 1678.